# Französische Badmintonmeisterschaft 1958
Die Französische Badmintonmeisterschaft 1958 fand in Le Havre statt. Es war die neunte Austragung der nationalen Titelkämpfe im Badminton in Frankreich.

## Titelträger
| Disziplin    | Sieger                          |
| ------------ | ------------------------------- |
| Herreneinzel | Ghislain Vasseur                |
| Dameneinzel  | Annie Groene                    |
| Herrendoppel | Ghislain Vasseur Pierre Lenoir  |
| Damendoppel  | Régina Augry Marie-Josée Nicol  |
| Mixed        | Ghislain Vasseur Josée Isabelle |